# Anton Reinthaller
Anton Reinthaller, född 14 april 1895 i Mettmach, död 6 mars 1958 i Mettmach, var en österrikisk politiker och SS-Brigadeführer. Efter andra världskriget var han Frihetspartiets förste ledare.